# Edgar Negret

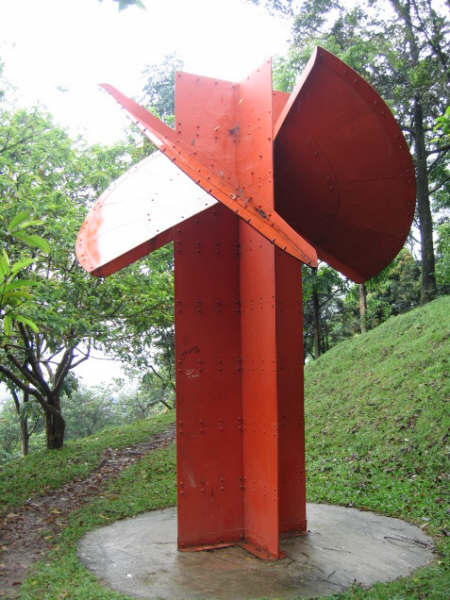
Torre Parque de las Esculturas del Cerro Nutibara, Medellín (Colombia)

 Edgar Negret (Popayán, 11 oktober 1920 – Santana, Bogota 11 oktober 2012) was een Colombiaanse beeldhouwer.

## Leven en werk
Édgar Negret studeerde van 1938 tot 1943 aan de Escuela de Bellas Artes de Cali in Cali, de hoofdstad van het Colombiaanse departement Valle del Cauca. Aansluitend maakte hij kennis met de Spaanse beeldhouwer Jorge Oteiza, die gedurende deze periode naar Zuid-Amerika was uitgeweken. Oteiza zou zijn werk blijvend beïnvloeden. Eind 1948 reisde Negret naar New York, waar hij gedurende 1949 metaaltechnieken leerde in het Sculpture Center en Amerikaanse beeldhouwers als Louise Nevelson en Ellsworth Kelly leerde kennen. In 1950 verliet hij New York en reisde naar Europa.
Eerst bezocht hij Madrid, Barcelona, Mallorca en ten slotte Parijs. In 1955 keerde hij terug naar New York waar hij tot 1963 bleef wonen. In 1963 vestigde hij zich blijvend in de Colombiaanse hoofdstad Bogota, met een korte onderbreking in Cali van 1968 tot 1971.
Zijn vroege werken in steen zijn nog sterk beïnvloed door de Europese modernisten, zoals Hans Arp en Constantin Brâncuşi. In de vroege jaren 50 begon hij zijn werk in metaal te creëren in de constructivistische traditie. In 1963 was hij een prijswinnaar bij de Salón de Artistas Colombianos en hij wordt sindsdien beschouwd als een belangrijke Colombiaanse beeldhouwer en een vertegenwoordiger van de abstracte en de constructivistische beeldhouwkunst in Latijns-Amerika. Hij werkte samen met de, eveneens Colombiaanse, constructivistische beeldhouwer Eduardo Ramírez Villamizar (1923-2004).
In 1968 ontving hij de David E. Bright internationale beeldhouwprijs bij de Biënnale van Venetië en hij werd in hetzelfde jaar uitgenodigd voor documenta 4 in Kassel, waaraan hij met zeven metaal- en houtsculpturen deelnam. In 1991 nam hij deel aan de 21e Biënnale van São Paulo in het Braziliaanse São Paulo.
In 1984 stichtte Negret in zijn ouderlijk huis in Popayán (departement Cauca) het Casa Museo Negret met eigen werk en in het naastliggende pand het Museo Iberoamericano de Arte Moderno de Popayán - Miamp, waarvan veel werken van Zuid-Amerikaanse kunstenaars afkomstig waren uit eigen bezit.
Hij sterft in 2012, op 92-jarige leeftijd, in de Colombiaanse hoofdstad Bogota aan kanker.

## Fotogalerij

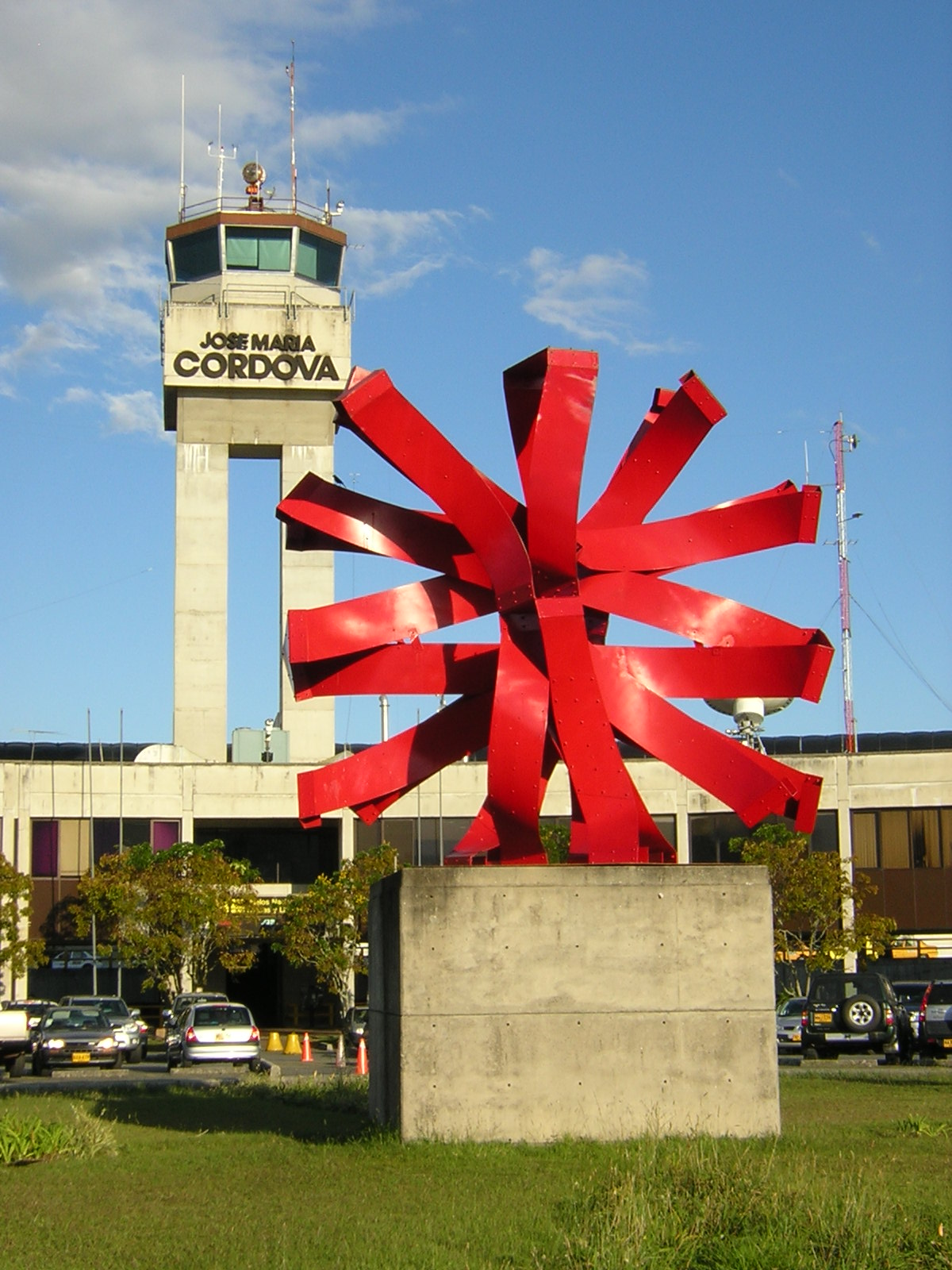
El Sol, José María Córdova Int. Airport in Medellín
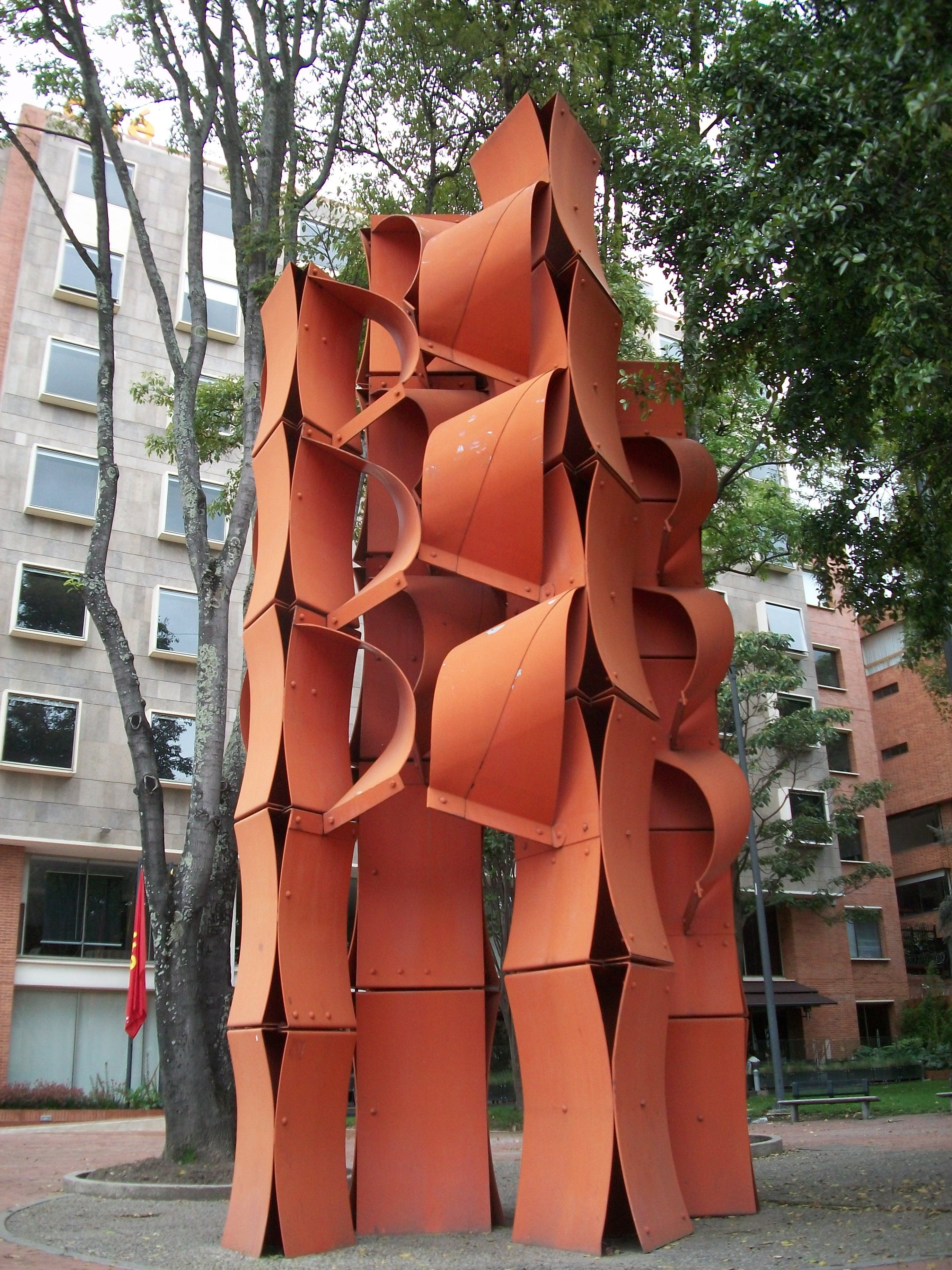
sculptuur Parque El Virrey, Bogotá
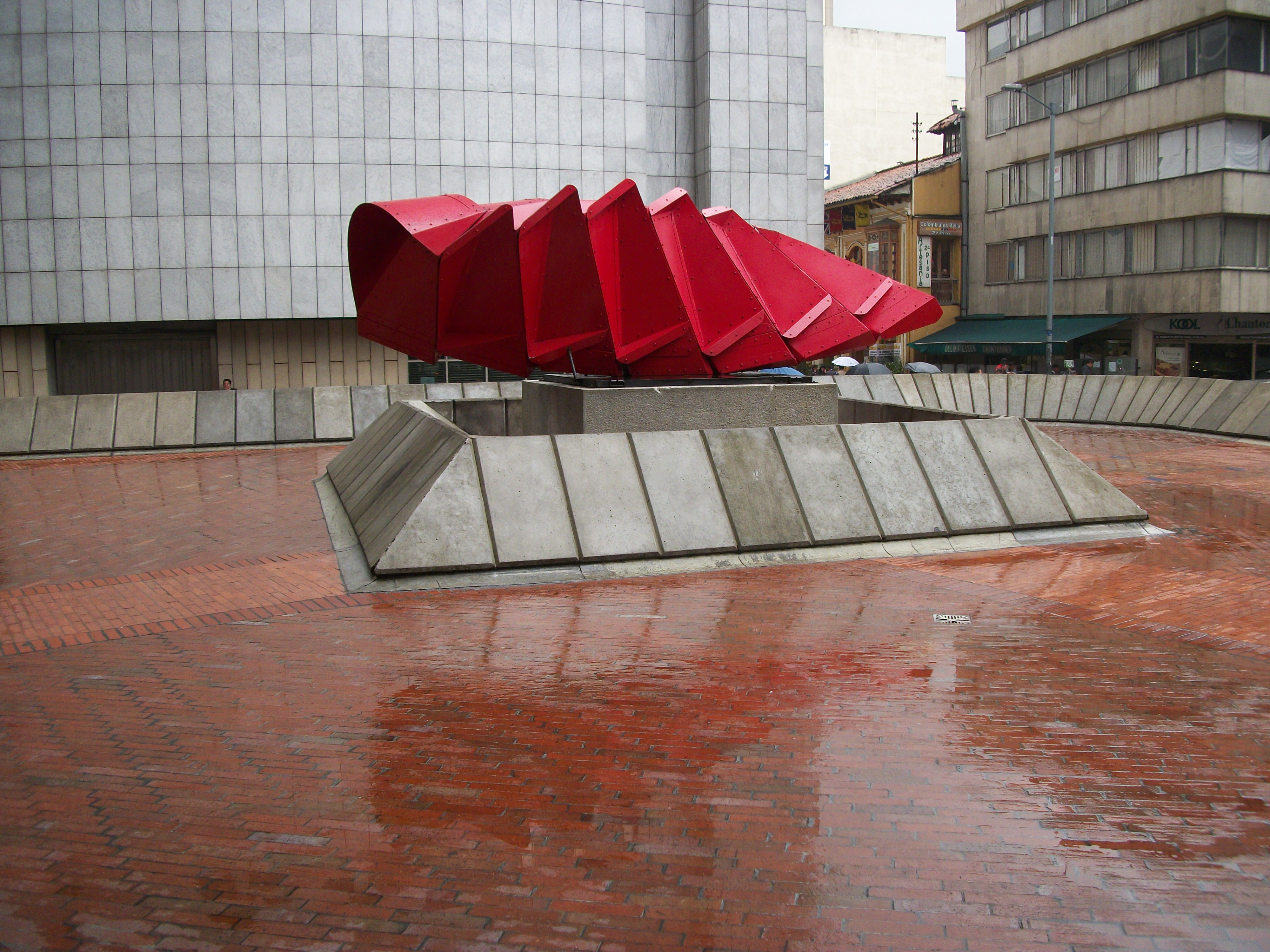
"Dinamismo", Edificio Procuraduría General de la Naciion